# 肌内效贴
肌內效贴是一種有彈性的膠布，也有人稱之為「肌力貼」、「肌貼」，主要以物理特性設計膠布，貼在皮膚以達到增進肌肉收縮或是促使肌肉放鬆。
「肌內效」已成為國際性醫療體系中的重要治療輔助工具，廣泛應用於歐美等地。 
肌內效貼布常用於運動前後，目的為固定關節位置及協助肌肉。其原理並非透過給予身體任何外來物質，而是提供肌肉與組織較好的環境，讓身體自然擁有更好的表現。

## 主要功能
- 肌內效是由仿皮膚的棉織布，特殊凝膠及背紙組成的彈性貼布；貼布背面的波浪狀紋路，模仿人體皮膚的彈性纖維，黏貼在皮膚上藉由貼布回縮，回彈的力量，模仿肌肉或筋膜收縮用力的效果；加強肌肉收縮能力：可以增強受損肌肉的收縮能力，消除局部疼痛，減少肌肉過度伸展，降低肌肉疲勞及痙攣發生。貼肌貼都是順著肌肉的紋路貼紮。

- 增加血液與淋巴循環：可將淤血或停留在局部的組織液消除，改善原本的浮腫或內出血，使組織壓下降並減輕疼痛及不適感，並降低發炎現象。

- 增強關節穩定性：可防止因不正常肌肉收縮所造成的關節異常，能調整筋膜，使肌肉機能正常化，並增加關節活動度。

## 生物力學的影響
- 促進肌與拮抗肌的平衡：增強肌肉、放鬆肌肉
- 減輕疼痛：透過加壓於患部(疼痛部位)，達到止痛的功能
- 支持肌腱與韌帶
- 促進動作感覺意識
- 增進淋巴和血液循環，幫助軟組織修復

肌內效的優點:
- 富有彈性不會使關節活動受到限制
- 透氣性高，較舒適。
- 耐水性。
- 抗敏感。

## 運用
目前臨床已被廣泛應用在運動防護、復健領域。
肌內效針對運動前中後期有不同的作用，大致分為3大類型
- 運動前 - 預防過度伸展

肌貼透過其彈性及黏性，對肌肉具保護支撐作用，可預防肌肉過度收縮造成的運動傷害。
- 運動時 - 促進肌肉張力/放鬆肌肉

透過肌貼的貼紮方向可達到放鬆肌肉或促進肌肉的效果。
- 運動後 - 保護受傷部位、改善水腫/瘀血

肌內效貼布本身的黏性會對皮膚產生拉提作用，增加皮膚與肌肉之間的空間，增加血液、淋巴液等體液的流動速率，帶動皮下組織代謝。
在運用肌內效的同時，運動員也會搭配傳統運動貼紮(白貼)，來加強關節部位的保護